# Compsotropha
Compsotropha is een geslacht van vlinders van de familie sikkelmotten (Oecophoridae), uit de onderfamilie Oecophorinae.

## Soorten
- C. capnochroa (Lower, 1920)
- C. charidotis Meyrick, 1884
- C. selenias Meyrick, 1884
- C. strophiella Meyrick, 1884